# Little Grant (Wisconsin)
Little Grant es un pueblo ubicado en el condado de Grant en el estado estadounidense de Wisconsin. En el Censo de 2010 tenía una población de 283 habitantes y una densidad poblacional de 3,04 personas por km².

## Geografía
Little Grant se encuentra ubicado en las coordenadas 42°54′6″N 90°50′36″O / 42.90167, -90.84333. Según la Oficina del Censo de los Estados Unidos, Little Grant tiene una superficie total de 93.18 km², de la cual 93.18 km² corresponden a tierra firme y (0%) 0 km² es agua.

## Demografía
Según el censo de 2010, había 283 personas residiendo en Little Grant. La densidad de población era de 3,04 hab./km². De los 283 habitantes, Little Grant estaba compuesto por el 96.82% blancos, el 0% eran afroamericanos, el 0.35% eran amerindios, el 0.35% eran asiáticos, el 0% eran isleños del Pacífico, el 2.12% eran de otras razas y el 0.35% pertenecían a dos o más razas. Del total de la población el 2.12% eran hispanos o latinos de cualquier raza.